# Liste der Monuments historiques in Étrépilly (Seine-et-Marne)
Die Liste der Monuments historiques in Étrépilly (Seine-et-Marne) führt die Monuments historiques in der französischen Gemeinde Étrépilly auf.

## Liste der Bauwerke
| Bezeichnung             | Beschreibung                  | Standort | Kennzeichnung | Schutzstatus | Datum | Bild           |
| ----------------------- | ----------------------------- | -------- | ------------- | ------------ | ----- | -------------- |
| Kirche St-Jean-Baptiste | Erbaut im 15./16. Jahrhundert | (Lage)   | PA00086953    | Inscrit      | 1979  | weitere Bilder |

## Liste der Objekte

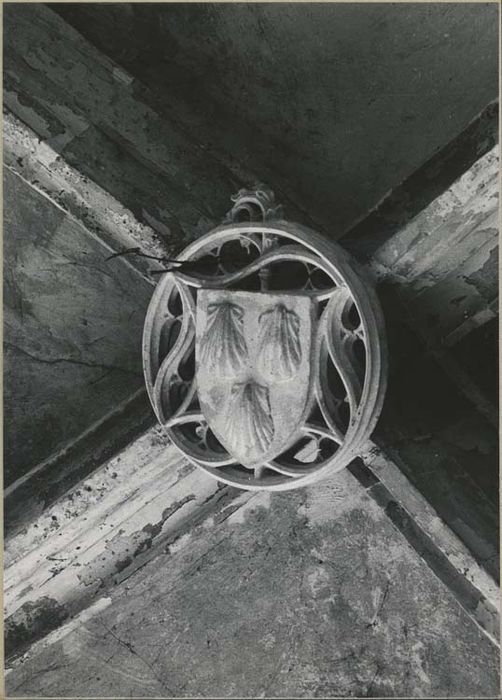
Schlussstein mit Jakobsmuscheln (16. Jahrhundert) in der Kirche St-Jean-Baptiste

- Monuments historiques (Objekte) in Étrépilly (Seine-et-Marne) in der Base Palissy des französischen Kultusministeriums